# Dermot Gallagher
Dermot Gallagher (Ringsend, 20 maggio 1957) è un ex arbitro di calcio irlandese.

## Biografia
Esordì nel 1980 come guardalinee e nel 1985 diventò arbitro in Football League. Diresse la FA Charity Shield 1995 tra Everton e Blackburn Rovers, e la finale di FA Cup 1995-1996 Liverpool-Manchester United. Nello stesso anno fu scelto per arbitrare la fase finale del Campionato europeo di calcio 1996, dove arbitrò la gara Francia-Bulgaria: tuttavia al 28° fu costretto ad abbandonare il campo per infortunio, venendo sostituito dal connazionale Paul Durkin.
Sempre in ambito internazionale ha diretto la finale del Campionato mondiale di calcio Under-20 1991 e la semifinale di andata della Coppa dei Campioni 1995-1996 tra Juventus e Nantes, vinta 2-0 dai torinesi.
Dopo aver smesso di arbitrare, nel 2007, è diventato opinionista televisivo.